# Brecon (Ohio)
Brecon é um lugar designado pelo censo localizado no condado de Hamilton no estado estadounidense de Ohio. No Censo de 2010 tinha uma população de 244 habitantes e uma densidade populacional de 167,93 pessoas por km².

## Geografia
Brecon encontra-se localizado nas coordenadas 39° 16′ 37″ N, 84° 21′ 07″ O. Segundo o Departamento do Censo dos Estados Unidos, Brecon tem uma superfície total de 1.45 km², da qual 1.45 km² correspondem a terra firme e (0.18%) 0 km² é água.

## Demografia
Segundo o censo de 2010, tinha 244 pessoas residindo em Brecon. A densidade populacional era de 167,93 hab./km². Dos 244 habitantes, Brecon estava composto pelo 84.84% brancos, o 2.05% eram afroamericanos, o 0% eram amerindios, o 0% eram asiáticos, o 2.05% eram insulares do Pacífico, o 7.79% eram de outras raças e o 3.28% pertenciam a duas ou mais raças. Do total da população o 28.28% eram hispanos ou latinos de qualquer raça.